# باشگاه فوتبال صباح
باشگاه فوتبال صاباح (انگلیسی: Sabah FC) یک باشگاه فوتبال حرفه‌ای در جمهوری آذربایجان است که در شهرک ماسه‌زیر مستقر است. این تیم در لیگ برتر فوتبال جمهوری آذربایجان، بالاترین سطح فوتبال این کشور، بازی می‌کند.

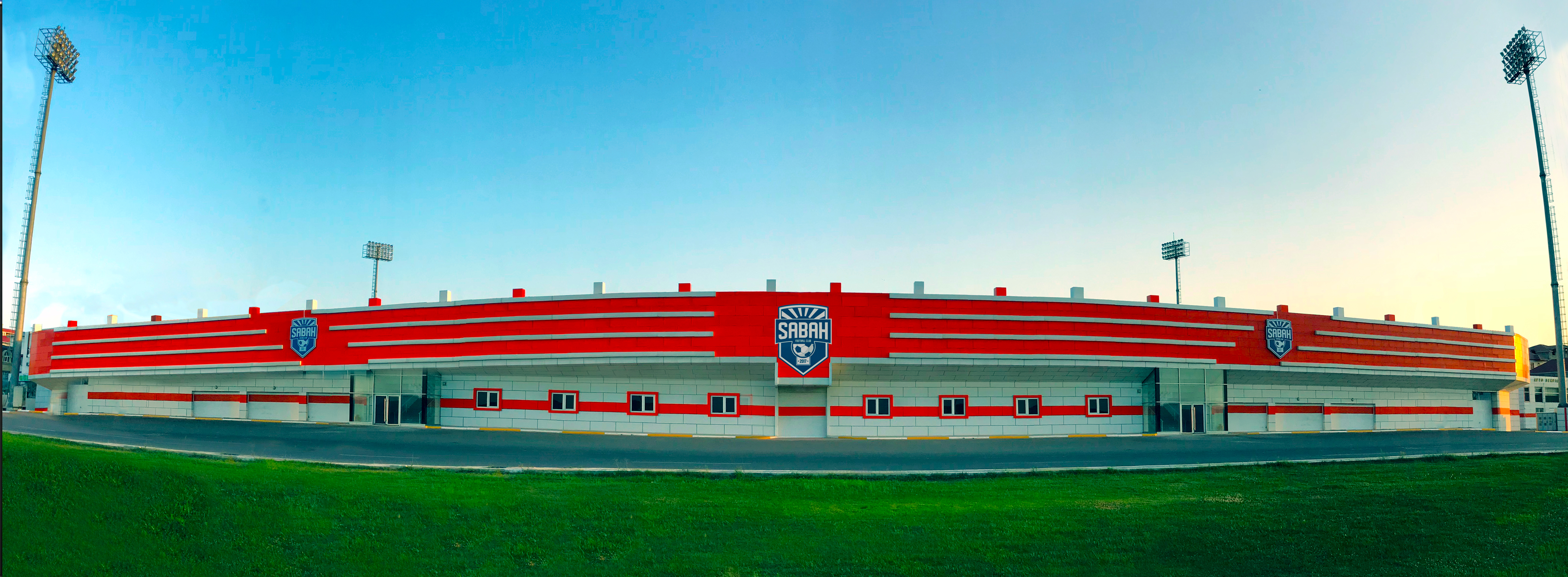

## بع
1. ↑  "ƏLİNCƏ ARENA". sabahfc.az (به ترکی آذربایجانی). Sabah FC. Archived from the original on 6 March 2021. Retrieved 15 May 2019.

- مشارکت‌کنندگان ویکی‌پدیا. «Sabah FC (Azerbaijan)». در دانشنامهٔ ویکی‌پدیای انگلیسی، بازبینی‌شده در ۲۵ اوت ۲۰۲۱.